# Pierluigi Cuomo
Pierluigi Cuomo (Napoli, 24 novembre 1959) è un attore e chitarrista italiano.

## Biografia
Napoletano di nascita e di cultura vive e lavora a Roma da diversi anni.
Inizia a studiare chitarra classica all'età di dodici anni; in seguito intraprende la carriera di attore, pur non abbandonando mai il suo strumento d'elezione continuando a sperimentare e comporre musica attraversando diversi generi.
Muove i primi passi nei teatri off di Napoli come Il San Carluccio e Lo Spazio Libero mentre frequenta la facoltà di lettere e filosofia. Sperimenta tecniche espressive, studia con Claudia Giannotti e in seguito si diploma in recitazione al Centro Sperimentale di Cinematografia nel 1985, avendo tra gli insegnanti Ingrid Thulin, Monica Vitti e Lina Wertmüller. 
Ha scritto e messo in scena due spettacoli musicali: Metropolitango e Via Carriera Grande.

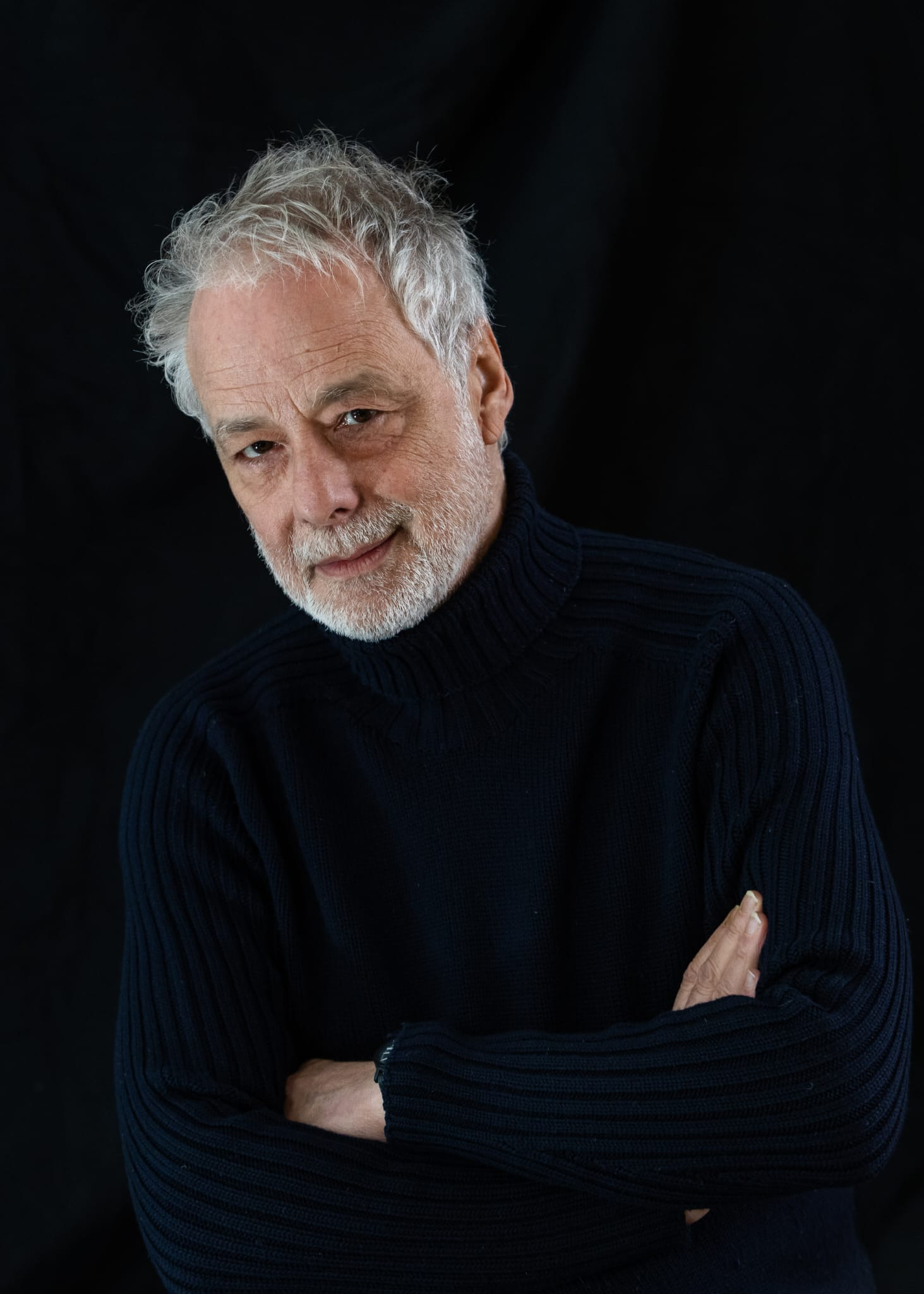

Ha recitato al cinema per Lina Wertmüller in Sabato, domenica e lunedì.
Dal 2002 al 2009 è stato docente di recitazione presso il Centro Sperimentale di Cinematografia.
In televisione è stato il tenente Ulderico Dell'Anno nelle due stagioni della fortunata serie Classe di ferro, l'ispettore De Santis nelle tre stagioni di Linda e il brigadiere con Nino Manfredi e l'avvocato Taviani nella prima serie de La squadra. Ha partecipato alla terza e quarta stagione di Gomorra - La serie.
A teatro si ricorda la sua interpretazione in Ferdinando di Annibale Ruccello nella prima edizione diretta dallo stesso Ruccello con Isa Danieli e Storia di ordinaria follia per la regia di Memè Perlini. Tra i suoi altri lavori in scena: Gianni, Ginetta e gli altri di Lina Wertmüller, Il berretto a sonagli di Pirandello per la regia di Marco Lucchesi, Sofia e Francesco di Alessandro Giupponi.
Negli anni 2010 è tornato a esibirsi in pubblico come chitarrista con una proposta musicale che lo ha riportato in concerto su palcoscenici in Italia e all'estero interpretando brani strumentali di sua composizione per chitarra classica in una personale narrazione sonora.
Nel 2017 pubblica il CD Sconcerto per chitarra sola che contiene le sue composizioni per chitarra.
Dal 2016 al 2022 si è esibito presso il Teatro "Spazio ZTL" "Domus Ars" "Casina Pompeiana" di Napoli; il teatro Rostocco di Acerra e l'Associazione Culturale Wunderkammer. 
Nel dicembre 2021 ha tenuto un concerto ad Aviano Pordenone per l'Associazione Musicale della Pedemontana.
A marzo del 2022  per l'Istituto Italiano di Cultura ha tenuto due concerti a Marsiglia e a Montpellier.
Nel 2022 ha fondato il gruppo "Chitarristi uniti" con il quale si è esibito il 19 febbraio dello stesso anno presso il teatro Arciliuto nel recital intitolato Storie di chitarra e di amicizia.

## Filmografia

### Cinema
- Sabato, domenica e lunedì, regia di Lina Wertmüller (1990)
- Carogne - Ciro and Me, regia di Enrico Caria (1995)
- Cristian e Palletta contro tutti, regia di Antonio Manzini (2016)

### Televisione
- Classe di ferro – serie TV (1989-1991)
- Linda e il brigadiere – serie TV (1997)
- Linda e il brigadiere 2 – serie TV (1998)
- Linda, il brigadiere e... – serie TV (2000)
- Angelo il custode – serie TV (2001)
- La squadra 2 – serie TV (2001)
- Don Matteo, episodio 3x11 – serie TV (2002)
- Per amore del mio popolo (2014)
- Squadra mobile - Operazione Mafia Capitale – serie TV, episodi 2x02-2x03 (2017)
- Gomorra - La serie, episodi 3x08-4x07-4x09 – serie TV (2017-2019)